# Monterrey Flash
El Monterrey Flash es un equipo mexicano de fútbol rápido profesional con sede en Monterrey, Nuevo León, México. Fue fundado en 2011, e hizo su debut en la Major Arena Soccer League (MASL) en la temporada 2013-14. El equipo juega sus partidos como local en la Arena Monterrey.
El Monterrey Flash se convirtió en el tercer equipo mexicano en ser parte de la MASL estadounidense, uniéndose a los Toros México de Tijuana y al Saltillo Rancho Seco.
El Monterrey Flash fue parte de la LMFRPro (Liga Mexicana de Fútbol Rápido Profesional) en 2011, temporada en la que se proclamó campeón de la Liga.

## Historia
El Flash de Monterrey nació en el año de 2011 jugando para la recién creada Liga Mexicana de Fútbol Rápido Profesional (LMFRPro), en la cual se levantó como el campeón del primer torneo de la historia de la Liga.
De la mano de jugadores que habían marcado historia en el fútbol rápido como Armando Terán, Carlos ‘Chile’ Farías, José Bontti y dirigidos por el último DT campeón de la ciudad: Mariano Bollella, el Flash comenzó su historia como un grande en el fútbol rápido nacional.

### Incorporación a la PASL
Llegó después el momento de abrir paso a una nueva aventura, dentro de una liga más competitiva y de mayor proyección y, con ello la migración a los Estados Unidos para competir con equipos de una de las potencias mundiales del Fútbol Rápido.
El reto de llegar a la Professional Arena Soccer League (PASL) desde el Valle de Texas, se convirtió en una obsesión por dominar y convertirse en los mejores.
El reto se logró, dominando poco a poco la liga mostrando un nivel competitivo, con jugadores mexicanos, dejando sangre, sudor y lágrimas en cada uno de los encuentros hasta llegar a la etapa final con el sueño de levantar la copa.
Un nuevo equipo estaba listo para tomar la estafeta, con jugadores llenos de experiencia y, otros más que llegarían de la cantera nacional, guiados por uno de los más ilustres en la historia del fútbol rápido mexicano: Genoni Martínez.
La ciudad de Monterrey estaba ya lista para comenzar la aventura de un nuevo torneo, donde el equipo defendió con pasión y entrega la playera, misma que durante sus giras en los Estados Unidos, honró con orgullo en busca del campeonato.
Con jugadores estandarte del fútbol regiomontano como Walter Gaitán, Jesús ‘Kbrito’ Arellano y Claudio ‘Diablo’ Nuñez, el Flash de Monterrey logró imponer un récord de asistencia en la PASL, logrando convocar a más de 10,000 personas en la Arena Monterrey en su partido inaugural del 3 de noviembre de 2013; 9,627 de ellos con boleto pagado.
Con el paso de las jornadas llegó la consolidación de jugadores que llegaron como desconocidos para la afición y, que poco a poco se fueron ganando el cariño y reconocimiento de la gente, como son los casos de los regiomontanos Erick Tovar, Brayan Aguilar, Miguel Garza, ‘Pato’ Martínez y Juventino Morales, además de jugadores como Gustavo Rosales, Lourenco Andrade, Bogar Moreno, Carlos Pichardo, Omar Tapia y Adrián González. Sumando también a figuras que ya eran reconocidas en la ciudad como: Víctor Santibáñez, Mario ‘Vaquero’ Jáuregui, José Luiz Birche y el mismo Genoni Martínez.
El equipo logró alcanzar la Final Divisional, en donde enfrentó a La Fiera de Hidalgo, TX en patio ajeno y terminó cayendo ante los texanos para despedirse de su torneo debut (como Flash de Monterrey).

### Primer campeonato y retiro de la MASL
Para el 2014, una nueva figura se sumaba a filas del Flash. En esta ocasión el ex-Rayado y Mundialista con la Selección Mexicana: Guillermo Franco, se incorporaba al equipo para enfrentar el Torneo 2014-2015 de la MASL (Major Arena Soccer League), liga que recién nacía de la fusión de la PASL y la MISL.
Con viejos conocidos que se incorporaron al equipo, como Héctor “Gota” Vallejo, Armando “General” Terán y Yotsi Martínez, el Flash debutó el 26 de octubre de 2014 ante Barracudas de Brownsville, obteniendo un resultado favorable de 15 goles contra 6 y marcando un gran debut para el “Guille” Franco, quien consiguió 3 goles y una asistencia en el encuentro.
El equipo terminó la temporada regular 2014-15 con un récord de 18-2 y se clasificó para los playoffs de la MASL. Derrotaron al Dallas Sidekicks y a Las Vegas Legends para ganar el campeonato de la Conferencia Oeste. Vencieron al Baltimore Blast en una serie al mejor de tres, consiguiendo así su primer campeonato de la Liga en apenas su segunda temporada jugada. Así, el Monterrey Flash se convirtió en el primer equipo mexicano en ser campeón de la competición, y en el primer equipo campeón bajo su actual nombre.
Debido a que la Major Arena Soccer League no tenía estabilidad, el Flash de Monterrey, anunció que no jugaría la siguiente temporada.
La noticia se dio a conocer a través de un comunicado de prensa, donde resaltaron que las causas del retiro son la falta de organización y logística de la Liga.
“Esta inestabilidad ha causado que condiciones como rivales, viajes, número de partidos y fechas que se nos presentan para el próximo torneo, no sean el escenario ideal para continuar con el crecimiento que la directiva proyecta para el equipo”, dictó el comunicado.

### Regreso a la MASL
Para la temporada 2017-18, después de 2 años de inactividad, el club anunció su regreso a la MASL, ahora dirigidos por Mariano Bollella.
El Monterrey Flash fue el líder de la Liga durante la Temporada 2017-2018 con un total de 20 partidos ganados por solamente 2 perdidos. Llegó hasta la final (Ron Newman Cup) donde perdió ante el Baltimore Blast en la Arena Monterrey.

## Arena Monterrey

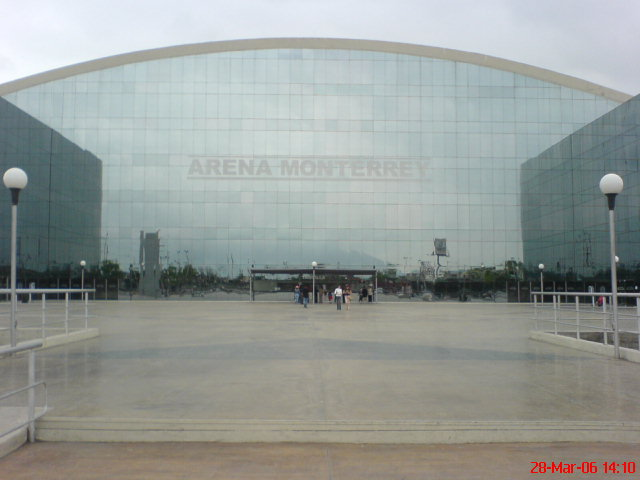
Arena Monterrey.

La Arena Monterrey es un recinto en Monterrey, Nuevo León, México. Es principalmente usada para conciertos, espectáculos y deportes techados como el fútbol rápido y el baloncesto.
La Arena Monterrey cuenta con la infraestructura capaz, para que en ella se realicen hasta 150 eventos al año, que atraen alrededor de dos millones de asistentes.
- Eventos por año: 150 eventos deportivos, culturales, musicales y sociales.
- Niveles: Cielo, Oro, Platino, General, Administración, Sótano, Cancha.
- Estacionamiento: 400 cajones exclusivos para las suites un estacionamiento del lado poniente para 300 vehículos y casi 2000 cajones disponibles en el estacionamiento oriente de 3 niveles.

La actividad en la Arena Monterrey se concentra en los siguientes tipos de eventos: Deportivos, Culturales, Conciertos, Convenciones y Exposiciones de clase mundial y eventos privados.

## Uniforme

### Uniformes actuales
- Uniforme local: Camiseta azul con detalles negros y amarillos, pantalón azul con detalles negros y amarillos y medias azules con negro.
- Uniforme visitante: Camiseta roja con detalles negros y amarillos, pantalón rojo con detalles negros y amarillos y medias rojas con negro.

| Primer Uniforme | Segundo Uniforme |

### Uniformes anteriores
- 2013-2014

| Primer Uniforme | Segundo Uniforme |

## Palmarés
- Major Arena Soccer League (1): 2014-15.
- Liga Mexicana de Fútbol Rápido Profesional (1): 2011.